# Pseudocodium
Pseudocodium je rod zelenih algi iz reda Bryopsidales, smješten nekaad u vlastitu porodicu Pseudocodiaceae, danas u porodicu Halimedaceae i vlastiti tribus Pseudocodieae. Ove alge rastu na pijesku i stijenama od gornjeg sublitorala do najmanje 55m. dubine. Rasprostranjene su u Južnoj Africi, Novoj Kaledoniji, Južna Australija i zapadna obala Floride.

## Vrste
1. Pseudocodium australasicum Womersley
2. Pseudocodium devriesii Weber Bosse - tip
3. Pseudocodium floridanum Dawes & A.C.Mathieson
4. Pseudocodium mucronatum Payri & Verbruggen
5. Pseudocodium natalense De Clerck, Coppejans & Verbruggen
6. Pseudocodium okinawense E.J.Faye, M.Uchimura & S.Smimada